# سوپر جام اروپا ۲۰۰۹
فینال سوپر جام اروپا ۲۰۰۹، رقابت پایانی سوپر جام اروپا است که مابین دو تیم باشگاه فوتبال بارسلونا و باشگاه فوتبال شاختار دونتسک در ورزشگاه لویی دوم، موناکو برگزار شده‌است.
این مسابقه ک آگوست ۲۰۰۹ انجام شده‌است با نتیجه ۱ بر ۰ به سود باشگاه فوتبال بارسلونا به پایان رسید.